# Cyclophora simplificaria
Cyclophora simplificaria är en fjärilsart som beskrevs av Culot 1918. Cyclophora simplificaria ingår i släktet Cyclophora och familjen mätare. Inga underarter finns listade i Catalogue of Life.